# Снежная (пещера)
Сне́жная пещера (абх. Ҳаҧкылҵәа) — обобщающее название пещерной системы из пяти соединённых пещер: Снежная — Меженного — Иллюзия — На Банке — Фантазия. Расположена в Западном Кавказе, является четвёртой по глубине (на 2023 г) пещерной системой в мире (−1760 м). Считается самой сложной на территории бывшего СССР и самой сложной для прохождения пещерой мира без сифонов. Расположена в Хипстинском массиве, в одном из отрогов Бзыбского хребта в толще меловых и юрских известняков, доломитизированных известняков и морских брекчий.

## Описание пещеры

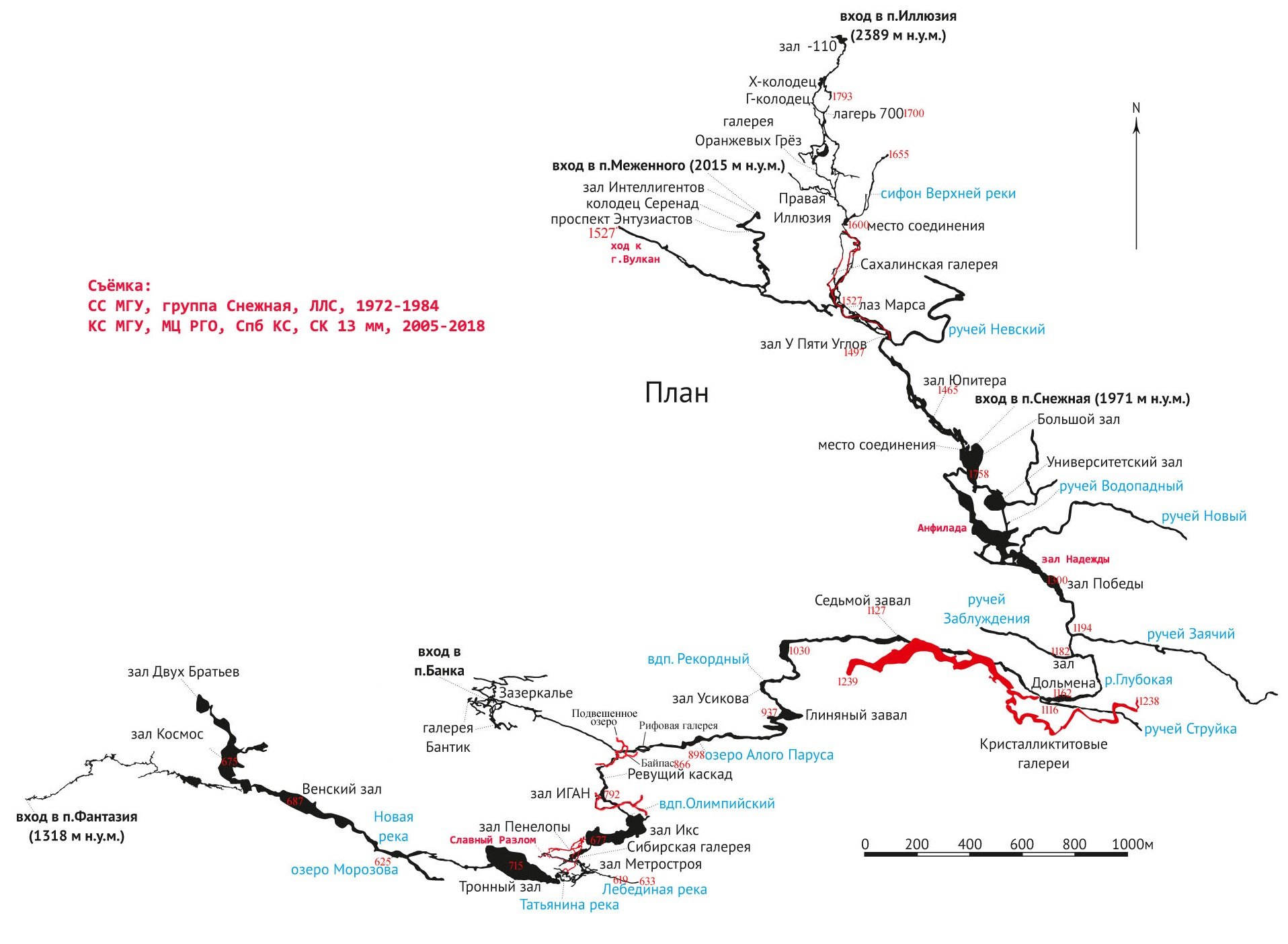
План пещеры Снежной с указанием высот над уровнем моря

Глубина пещеры — 1760 метра, суммарная длина ходов 40840 метров (на 2019 г.). Глубины входящих в систему пещер: Иллюзия −832 м, Меженного −569 м, Снежная −1361 м.  (нижняя точка −19 м ниже зеркала озера Морозова), Банка -572 м., Фантазия -654 м.
В Большом зале (глубины 140—200 м от поверхности) — крупнейший подземный снежник на территории бывшего СССР — снежный конус с ледяным ядром, высота которого периодически менялась в разные годы от 25 м (по съёмкам 1971—74 гг.) до максимально возможной высоты 60 м (наблюдения 2002—2005 гг.). Объём снега и фирна при этом менялся от 50 до 96 тыс. м³ соответственно.
В донной части расположены Тронный зал и зал Икс — крупнейшие подземные залы в Абхазии. Их габариты: Тронный зал — 309 м на 109 м при высоте потолка до 40 м; Зал Икс — 245 м на 70 м при высоте потолка до 58 м. Другие крупные залы: Университетский, Анфилада (на самом деле три смежных зала под одним названием), залы Надежды, Победы, Дольмена, Ожидания, Гремячий, Глиняный, ИГАН, Пенелопы, Венский, Космос. Все перечисленные залы, кроме Большого и Университетского, приурочены к пещерной реке, являясь по генезису надрусловыми обвалами. Снежная река, прослеженная от верховьев в п.Меженного до нижней известной точки (Лебединая река) имеет длину около 7 км. Минимальный замеренный расход воды в зимнюю межень от 45 л/с (ниже Иркутского водопада) до 96 л/с (на Ревущих каскадах). Во время ливневых паводков, зимних оттепелей и в период снеготаяния (конец марта-начало июня) расход воды увеличивается до кубометров в секунду. При этом уровень воды над руслом поднимается местами на десятки метров. Залы Икс, Тронный при этом затапливаются частично, а зал Пенелопы полностью. По пути от верховьев, подземная река принимает крупные притоки (расходы до 10—15 л/с в межень): Невский ручей, Новый ручей, ручьи Заячий, Заблуждения, Струйка, Гремячий (падает с потолка зала водопадом). В донной части пещера выходит к другому крупному водотоку — Татьяниной (Новой) реке (замеренный расход в зимнюю межень 64 л/с). Окрашивание воды показало, что эти реки нигде не соединяются и выходят на поверхность в разных местах. Общая площадь водосбора всех водотоков Снежной оценивается в 10 км².
Три крупных подземных водопада на Снежной реке: Иркутский (высота двух колен водопада 45 м), Рекордный (25 м) и Олимпийский (32 м). Крупные колодцы в пещере: колодец «7 Секунд» (глубина 270 м), колодец «Орешковый ручей» (глубина 185 м), Большой колодец (глубина 165 м). Однако, даже «7 секунд» по глубине уступает колодцу в пещере Абац (западная часть Бзыбского хребта, глубина колодца 410 м).
Гигантский глыбовый обвал в донной части — завал Метростроя высотой 127 м. Известен также обвал Морозова-Козлова на стыке пещер Снежная и Меженного, высотой 97 м. Большая часть маршрута до донной части проходит по подземной реке, во многих местах река перегорожена обвалами, которые приходится обходить поверху. Сложные, вертикальные участки обвешиваются веревочными опорами, количество которых более 150, а общая длина веревок превышает 2 км. Путь до дна через верхний вход (п. Иллюзия) занимает 10—12 дней, через п.Банка — два дня. Другие интересные места в пещере: Алмазная галерея — боковой ход пещеры на глубине 750 м, на протяжении 100 м покрытый гипсовыми антолитами (параллельно-волокнистыми агрегатами). Цветочный ход — проход в глыбовом завале, покрытый белыми кристаллами гидромагнезита. Кристалликтитовые галереи — ход (древнее, ныне сухое русло) длиной более 2 км, на обширных участках покрытый ковром кристалликтитов (ветвистых агрегатов арагонита). Выходы карстовых вод в долине р. Хипста через карстовый источник (воклюз) «Эставелла» (335 м над уровнем моря) и через воклюз «Водозабор» (640 м над уровнем моря). Причем, Эставелла является разгрузкой основной Снежной реки, а Водозабор - разгрузкой Татьяниной реки. Из воклюза "Водозабор" протянута труба, снабжающая водой посёлок Дурипш, от него же планируется постройка трубопровода в г. Гудаута. Связь воклюзов с пещерой доказана окрашиванием пещерных вод. Также окрашенные воды из пещеры зафиксированы в долинах рек Аапста и Дохурта.

## История исследования
Пещера обнаружена 9 августа 1971 года (спелеологи Татьяна Гужва и Владимир Глебов, СС МГУ). Исследована до глубины 720 м секцией спелеологии МГУ (СС МГУ, (рук. Михаил Зверев)) в 1971—1972 годах. В августе 1977 экспедиция группы "Снежная" — Александр Морозов (рук.), Владимир Федотов и Даниэль Усиков прошли Пятый завал, открыли над ним зал Надежды а затем и зал Победы, спуск из которого на реку привел их к подножию зала Дольмена (Шестой завал). В августе-сентябре 1978 г. той же группой "Снежная" открыт зал Дольмена, река за ним, зал Ожидания (Седьмой завал), снова река, зал Гремячий, снова река до водопада Рекордного (достигнута глубина 1 км). В июне-июле 1979 двойка Д.Усиков - Татьяна Немченко спустились с водопада и прошли по Нудной реке, преодолели Ревущие каскады, зал ИГАНа, дошли до Олимпийского водопада падающего в неизвестный зал. В октябре 1979 - феврале 1980 экспедиция А. Морозова, длившаяся 86 подземных дней, спустилась с Олимпийского водопада в зал Икс, а из него в зал Пенелопы. Там была достигнута глубина -1320 м. В июле-августе 1980 экспедиция Д.Усикова из зала Пенелопы нашла проход в завале, названном завалом Метростроя и поднялась до его верхней части. В июле-августе 1981 г. в ходе экспедиции Т.Немченко участники с помощью кувалды разбили очко "Киса и Ося" и спустилась на обратной стороне завала Метростроя до Песчаного зала и под ним открыли Татьянину реку на глубине -1335. Эта точка на десятилетия (до 2011 г) стала дном пещеры. В 1982 г в предколодце Большого колодца в результате срыва каменной глыбы, за которую закрепили веревку, погиб ленинградский спелеолог Андрей Лонинов.
В 1979 г. найдена п.Меженного (рук. Юрий Шакир). В результате шести экспедиций СС МГУ (рук. Александр Михалин, Николай Чеботарев, Юрий Косоруков, Михаил Ноздрачев)  пещера достигла 540 м и вышла в верховья Снежной реки. В сентябре 1982 г Марсом Алтынбаевым был пройден лаз Марса и открыта Сахалинская галерея. Далее п. Меженного удлинялась и углублялась попеременно экспедициями братьев Демченко и А.Морозова. Длина русла реки в п.Меженного достигла 1,5 км, а глубина -569 м. В ноябре 1983 году пещера соединена со Снежной (экспедиция Ленинградской Спелеосекцией (ЛСС) - Владимир Демченко, Олег Демченко, Леонид Спиридонов). Суммарная глубина системы достигла -1370 м. В марте 1985 на подходах к п.Меженного погибли А.Морозов, Александр Кореневский и Алексей Преображенский. Группа попала в сильный снегопад, потеряла ориентацию, выкопала для ночевки пещеру в снежном склоне. Ночью потолок пещеры обвалился либо под собственной тяжестью, либо в результате схода лавины.
В 2005—2007 годах в результате работы трёх экспедиций в п.Иллюзия последняя соединилась с пещерой им.Меженного (рук. Алексей Шелепин). Суммарная амплитуда системы составила 1753 м. На тот момент это была вторая по глубине пещера мира (после п.Крубера-Воронья) Экспедиция декабря 2008 года (рук. Александр Дегтярев и Юрий Евдокимов) открыла в донной части пещеры Тронный зал, ход «Петин меандр» и озеро им. А. Морозова, это увеличило длину пещеры на 750 м. В марте 2009 за озером Морозова открыт Венский зал (рук. Валентин Рысцов), в январе 2010 открыт зал Космос. В январе 2011 открыта Кристалликтитовая галерея (рук. А.Дегтярев). В том же январе 2011 года совершено погружение в озеро Морозова (подводник Дмитрий Ходыкин, руководитель экспедиции — Андрей Шувалов), исследованная глубина пещеры увеличилась до 1760 метров. В январе 2011 г. экспедиция под руководством Виктора Шадрина открыла в районе Байпаса правый приток основной реки с длиной ходов около 1 км (получил название Хрустальный меандр). В августе 2015 года пещера На Банке соединена с пещерой Снежная через Хрустальный меандр. (рук. А. Шелепин). Таким образом, у системы появился четвёртый, нижний вход (высота приблизительно 1500 метров над уровнем моря), выводящий коротким путем в донную часть пещерной системы. В 2018 г. к системе присоединена п. Фантазия (рук. А.Шувалов). В 2016—2023 гг. открыт ряд галерей над залом Пенелопы и завалом Метростроя (рук. Анастасия Янина).

## Географическое положение
Пять входов Снежной  находятся (в порядке открытия) на высотах 1971 (Снежная), 2015 (Меженного), 2389 (Иллюзия), 1515 (Банка) и двойной нижний вход Фантазия (1329, 1319) метров над уровнем моря на склонах Хипстинского карстового массива, в 10 км к северу от села Дурипш Гудаутского района. С плато открывается вид на Черноморское побережье Кавказа от Нового Афона до мыса Пицунда.
К пещере можно пройти по лесовозной дороге от села Дурипш. Часть тропы идёт по вековому буковому лесу, далее по горным лугам. Посещение пещеры без использования веревочной техники невозможно.

## Топосъемки
- п. Снежная - сводная схема-разрез спелеоклуба "13мм", 2010 г. скачать
- п. Снежная - сводная схема-разрез из "Атласа пещер России", 2019 г. скачать
- п. Снежная - донная часть, план спелеоклуба "13мм", 2020 г. скачать
- п. Снежная - донная часть, разрез спелеоклуба "13мм", 2020 г. скачать
- п. Снежная - зал Дольмена и Кристалликтитовые галереи. План  спелеоклуба "13мм", 2014 г. скачать
- п. Снежная - от входа до Большого зала. План спелеоклуба "13мм", 2016 г. скачать
- п. Снежная - от входа до Большого зала, разрез. Спелеоклуб "13мм", 2016 г. скачать
- п. Снежная -  Большой зал, поперечный разрез. Спелеоклуб "13мм", 2016 г. скачать
- п. Снежная, план, наложенный на хребтовку, 1970-е гг. скачать
- п. Снежная, план СС МГУ, 1972 г. скачать
- п. Снежная, разрез СС МГУ, 1972 г. скачать
- п. Снежная, план КККС, 1972 г. скачать
- п. Снежная, разрез КККС, 1972 г. скачать
- п. Снежная, план ККСС, 1976 + дополнения 1979 скачать
- п. Снежная, разрез ККСС, 1976 + дополнения 1979 скачать
- п. Снежная, план группы "Снежная", 1978 г. скачать
- п. Снежная, разрез группы "Снежная", 1978 г. скачать
- п. Снежная, план группы "Снежная", 1979 г. скачать
- п. Снежная, разрез группы "Снежная", 1979 г. скачать
- п. Меженного, план СС МГУ, 1981 г. скачать
- п. Меженного, разрез СС МГУ, 1981 г. скачать
- п. Меженного, план братьев Демченко, 1984 г. скачать
- п. Меженного, разрез братьев Демченко, 1984 г. скачать
- п. Меженного, план до колодца Катаклизмов А.Шелепина, 2010 г. скачать
- п. Меженного, план после колодца Катаклизмов. Спелеоклуб "13 мм", 2014 г. скачать
- п. Меженного, разрез после колодца Катаклизмов. Спелеоклуб "13 мм", 2014 г. скачать
- п. Иллюзия, план А.Шелепина, 2010 г. скачать
- п. Иллюзия, разрез А.Шелепина, 2008 г. скачать